# دژژوو
دژژوو (به لهستانی:  Drzeżewo) یک روستا در لهستان است که در گمینا گوووچتسه واقع شده‌است. دژژوو ۱۲۵ نفر جمعیت دارد.